# آبشار هملوک
آبشار هملوک (به انگلیسی: Hemlock Falls) آبشاری است که در جورجیا، ایالات متحده آمریکا واقع شده و ارتفاع کلی ریزشگاه آن ۱۵ فوت (۴٫۶ متر) است.